# Лаза Костић (антологијска едиција)
Лаза Костић је тридесет осма књига другог кола у антологијској едицији Десет векова српске књижевности, објављена 2011. године у издању Издавачког центра Матице Српске у Новом Саду.

## Антологијска едиција
Књига Лаза Костић је тридесет осма књига објављена у едицији Десет векова српске књижевности и преставља део пројекта од националног значаја који је започет у Издавачком центру Матице Српске 2007. године. Књигу је приредио Љубомир Симовић, док је главни и одговорни уредник едиције српски књижевник и академик Миро Вуксановић.
Као и свака књига у Антологијиској едицији уз одабране текстове има предговор, хронологију живота и рада писца, библиографски прилог, напомене приређивача и изабрани текст критичара. Књига је у једнообразној опреми, у тврдом повезу, прикладног облика и обима, на тонираном папиру, уз електронску верзију (ЦД) с одговарајућим дизајном и заштитом.
У другом колу антологијске едиције Десет векова српске књижевности који чини 10 књига, осим књиге Лаза Костић (књ. 38), објављене су и Захарија Орфелин (књ. 13), Милован Видаковић (књ. 20), Симо Матавуљ (књ. 41), Стеван Сремац (књ. 42), Петар Кочић (књ. 50), Исидора Секулић (књ. 52), Иво Андрић (друга књига) (књ. 56), Милош Црњански (друга књига) (књ. 59) и Јован Скерлић (књ. 109).

## О књизи
Предговор књиге чине два текста Љубомира Симовића Белешке о Лази Костићу (написан 1972. године у издању Лазиних песама, издавачка кућа "Слово љубве") и О трагедијама Лазе Костића (написан је за ово издање, у пролеће 2010. године) у којима аутор доноси причу о Лази Костићу, о човеку са много знања и активности, талената и интересовања. Писао је песме, баладе, трагедије у стиху и прози, фантастичне приче, полемике, естетичке и филозофске расправе и студије, књижевне студије, позоришну критику, новинске извештаје, преводио, студирао права, активно се бавио политиком, био народни посланик и државни службеник, говорио неколико језика, много путовао. Избор из таквог живота и дела приређивач књиге је представио у овој књизи. Док је приређивао књигу Љубомир Симовић како је сам истакао није покушавао да представи све чиме се Лаза Костић бавио, него се уседсредио на оно што представља врх његовог стваралаштва. Направио је избор из његовог песништва, и томе прикључио оно што је по форми, по тону и по интенцијама најближе, неке од његових трагедија. Дуго се двоумио коју од две трагедије Максим Црнојевић и Пера Сегединац сврста у књигу, да би на крају одлучио да своје место у књизи имају обе. Изабране песме аутор је већ једном приредио 1979. године, за издавачку кућу "Слово љубве", те није било разлога да му тај избор не послужи као основа и за ову књигу. Песме које је изабрао распоредио је у седам циклуса.
За рубрику О Костићу аутор је унео предговор Младена Лесковца за књигу Лазиних приповедака и чланака о позоришту и уметности, и запис Васка Попе, о Лази, под једним називом Два портрета Лазе Костића. Различити по намерама, по тону, по садржају, по свему, указали су се аутору као две табле једног јединственог диптиха. У тим текстовима су насликана два потпуно различита портрета Лазе Костића. Та два текста, као два портрета Лазе Костића, издвојена су од осталих критичких текстова.
У делу књиге о Лази Костићу налазе се и два суда о Лазино делу, онај од Вељка Петровића из 1911. године, и онај из 1941. године од Исидоре Секулић. Ту су и текстови Зорана Мишића, Станислава Винавера и Миодрага Павловића обједињени сви под називом Критика о Лази Костићу.